# Єрусалимський музей природи

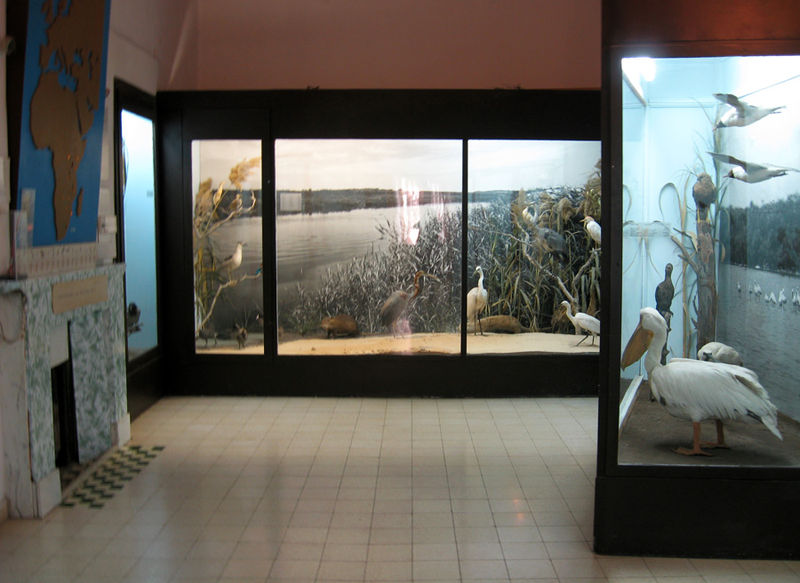
Експозиція музею

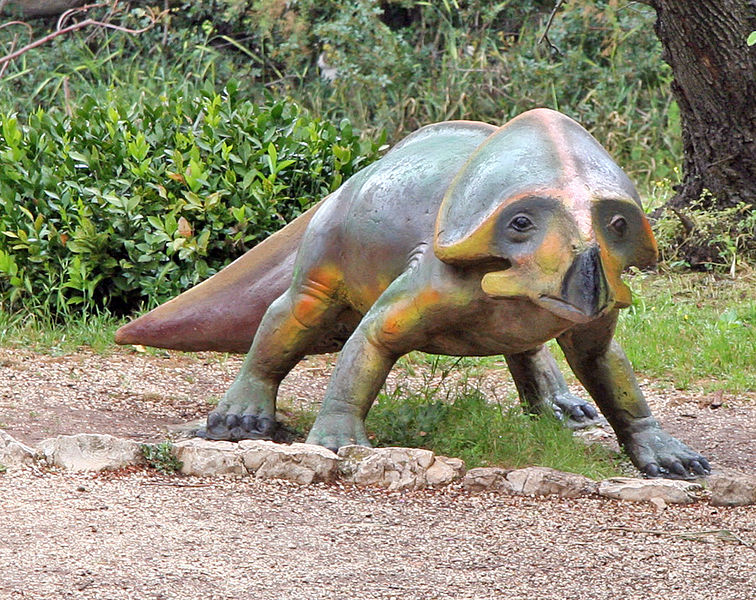
Скульптура у дворі музею

Єрусалимський музей природи розташований поруч з Німецькою слободою в Єрусалимі, і включає багату експозицію в галузі біології, екології і анатомії. Найбільшу частину експозиції присвячено птахам, ссавцям і плазунам Ізраїлю. Є велика експозиція на тему динозаврів. Тут працюють численні дитячі кружки, літній табір, підготовчі курси для вступу до художніх вузів і громадський сад. 

## Історія будинку і музею
Музей знаходиться у старовинній двоповерховій кам'яній будівлі, побудованій у шістдесяті роки XIX століття неподалік від стін Старого міста. Хазяїн садиби, багатий вірменський торговець, Лазарус Поль Маргар'ян (Lazarus Paul Margharian) посадив навколо будинку прекрасний сад і захистив його високою стіною. У стіні двоє воріт. Біля парадного входу табличка: "Villa Dechan". На території знаходяться п'ять підземних цистерн для збору дощової води. У кінці XIX століття на південь від садиби почалося будівництво Німецької Слободи.
На початку XX століття будинок було передано владі  Османської імперії і служив резиденцією для різних установ. Після першої світової війни, впродовж усього періоду Британського мандату, тут діяв офіцерський клуб. Під цим прикриттям у будівлі працював відділ британської розвідки і спостережний пункт. Звідси велися спостереження за військовими навчаннями Пальмаху, що проходили неподалік.
Музей природи було відкрито для широкої публіки в 1962 році.

## Живий куточок
Живий куточок розташований у північно-східній частині парку. Тут утримуються водоплавні птахи, гризуни, плазуни і інші тварини, за якими доглядають працівники музею і юні натуралісти.

## Навчальна пасіка
У північно-західній частині парку знаходиться навчальна пасіка з центром вивчення життя бджіл і вуликом для спостережень.

## Розвиток музею
У музеї дбайливо зберігають експозицію. З часом вона поповнилася залами геології, Біорізноманіття, діорамами, що представляють життя тварин в їх природному місці існування. Більшість діорам у музеї створено за участю художника професора Дмитра Барановського.
Є зал тимчасової експозиції, в якому нині представлена виставка на тему "Землетрусу".
У 2008 році був запропонований проект створення на базі музею міського екологічного центру, що включає реставрацію історичної будівлі музею і підземних цистерн для води і постійну експозицію екологічно чистих технологій і сонячної енергетики.